# Октай Сінаноглу
Октай Сінаноглу (25 лютого 1935 — 19 квітня 2015) — турецький фізикохімік і молекулярний біофізик.

## Життєпис
Народився 25 лютого 1935 року в італійському місті Барі у родині Нюзхет Хашим і Рювейде Сінаноглу. Батько Октая Сінаноглу був працівником турецького консульства і письменником. Він написав книгу про грецьку та римську міфології. Інша його книга під назвою «Петрарка» була опублікована у 1931 році. У липні 1938 року батько Октая Сінаноглу разом із сім'єю був відкликаний до Туреччини. Сестра Октая Сінаноглу — турецька співачка Есін Афшар (1936—2011).
У 1953 році Сінаноглу поїхав до США. У 1956 році він закінчив Каліфорнійський університет у Берклі зі ступенем бакалавра. На наступний рік Сінаноглу отримав ступінь магістра в MTI і став лауреатом стипендії Слоуна. У 1959-60 роках отримав ступінь доктора філософії у галузі фізичної хімії.
З 1960 року працював у Єльському університеті. 1 липня 1963 року отримав посаду повного професора хімії. Сінаноглу став наймолодшим повним професором Єля у 20 столітті. Він вважається третім наймолодшим повним професором за всю історію університету.
У 1964 році Сінаноглу заснував у Єлі відділення теоретичної хімії. У 1997 році Октай Сінаноглу залишив Єльський університет.
Після Єля до 2002 року викладав хімію у Технічному університеті Йилдиз.
У 1966 році Сінаноглу був нагороджений науковою премією Ради Туреччини з науково-технічних досліджень у галузі хімії.
Сінаноглу двічі номінувався на Нобелівську премію.
У 2001 році було опубліковано книгу про життя Октая Сінаноглу «Турецький Ейнштейн Октай Сінаноглу», написану турецькою письменницею Еміне Трабзон.
10 квітня 2015 року Ділек Сінаноглу повідомила, що її чоловік був госпіталізований до лікарні Маямі. За деякими даними, на той момент Сінаноглу харчувався за допомогою харчової трубки. Октай Сінаноглу помер 19 квітня 2015 року, йому було 80 років. Офіційного повідомлення про причини смерті не було. Сінаноглу поховано на кладовищі Караджаахмет після релігійної церемонії у мечеті Шакірін.

### Особисте життя
21 грудня 1963 року Сінаноглу одружився з Паулою Амбрустер. Від цього шлюбу у Сінаноглу було троє дітей.
Другою дружиною Сінаноглу стала Ділек Сінаноглу. У подружжя народилася двійня. Подружжя жило у Техасі і Стамбулі.